# Онтарио Рейн
«Онта́рио Рейн» (англ. Ontario Reign) — профессиональный хоккейный клуб, выступающий в Тихоокеанском дивизионе Западной конференции Американской хоккейной лиги с сезона 2015–16. Базируется в городе Онтарио, штат Калифорния, США. Является фарм-клубом команды НХЛ «Лос-Анджелес Кингс». Домашние игры проводит на «Тойота-арене». Команда была создана в результате переезда команды «Манчестер Монаркс» и ещё нескольких команд для образования нового Тихоокеанского дивизиона АХЛ в 2015 году. Владельцем команды является Anschutz Entertainment Group.
Команда заменила ещё одну команду с названием «Онтарио Рейн», игравшую в ECHL с 2008 по 2015 годы. Теперь вместо неё в Лиге Восточного Побережья играет команда «Манчестер Монаркс» из города Манчестер, штат Нью-Гэмпшир.

## История
29 января 2015 года, «Лос-Анджелес Кингс» объявили, что перевезут свой дочерний клуб из АХЛ, «Манчестер Монаркс», в Онтарио для создания нового Тихоокеанского дивизиона АХЛ. Команда сохранила название «Рейн» от своей предшественницы — команды ECHL (которая переехала в Манчестер и также сохранила прозвище «Монаркс», произошёл так называемый «обмен франшизами»). Логотип «Рейн», основанный на логотипе Шевроле и «Кингз» 1980-90-х годов был представлен в среду, 11 февраля 2015 года.
В своём дебютном сезоне, «Рейн» сходу выиграли Тихоокеанский дивизион, показав результат 44–19–4–1. Словацкий вратарь команды Петер Будай был включён в сборную звёзд сезона 2015-16, а также выиграл приз База Бастьена как лучший вратарь Лиги. Лучшим бомбардиром команды стал Шон Бэкмэн, забивший 21 гол и сделавший 34 передачи в 68 играх сезона в составе «Рейн». В плей-офф «Рейн» подтвердили свой статус сильнейшей команды дивизиона, обыграв по очереди «Сан-Хосе Барракуда» (3–1) и «Сан-Диего Галлз» (4–1). Но в финале конференции команду ждало сухое поражение от будущего обладателя Кубка Колдера, «Лэйк Эри Монстерз», в четырёх играх.
По ходу сезона 2016-17 у команды возникла вратарская проблема: все вратари были либо травмированы, либо вызваны в НХЛ для игры за «Кингс». Тогда в одной из игры за команду сыграла пара вратарей, которые были друг другу отцом и сыном. Сорокашестилетний Дасти Иму, работавший в команде консультантом по работе с вратарями и его сын 22-летний Джона Иму, который только что подписал пробный контракт с клубом были заявлены на игру. Оба они уроженцы города Суррей, что в провинции Британская Колумбия. В том сезоне «Рейн» удалось снова выйти в плей-офф, но они были обыграны уже в первом раунде «Сан-Диего Галлз».

## Статистика
Сокращения: И = сыгранные матчи в регулярном чемпионате, В = победы, П = поражения, ПО = поражения в овертаймах, ПБ = поражения по буллитам, Проц = процент набранных очков, ШЗ = забитые шайбы, ШП = пропущенные шайбы, Место = место, занятое в указанном дивизионе по итогам регулярного чемпионата, Плей-офф = результат выступления в плей-офф
| Сезон   | И  | В  | П  | ПО | ПБ | Очки | Проц  | ШЗ  | ШП  | Место            | Плей-офф                      |
| 2015–16 | 68 | 44 | 19 | 4  | 1  | 93   | 68.4% | 192 | 138 | 1, Тихоокеанский | вылетели в Финале Конференции |
| 2016–17 | 68 | 36 | 21 | 10 | 1  | 83   | 61.0% | 199 | 190 | 3, Тихоокеанский | вылетели в первом раунде      |